# Levné knihy

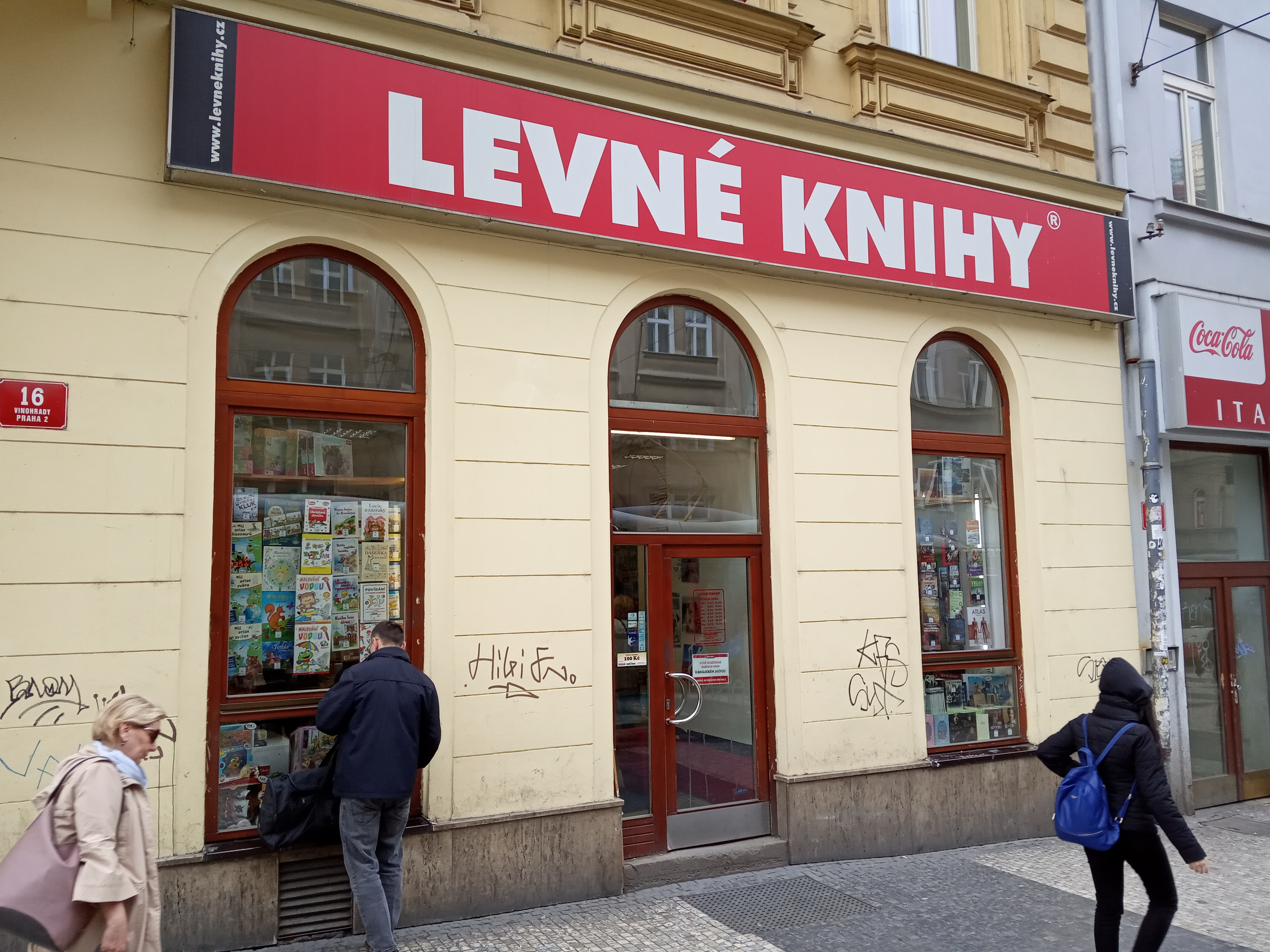
Jedna z księgarni sieci Levné knihy (Praga, 2019)

Levné knihy – czeska sieć księgarni, a także wydawnictwo. Dwie księgarnie działały w Bratysławie pod słowacką nazwą Lacné knihy, zostały zlikwidowane na początku 2011.